# Monastère Saint-Alexandre-Nevski
Pour les articles homonymes, voir Alexandre Nevski (homonymie).

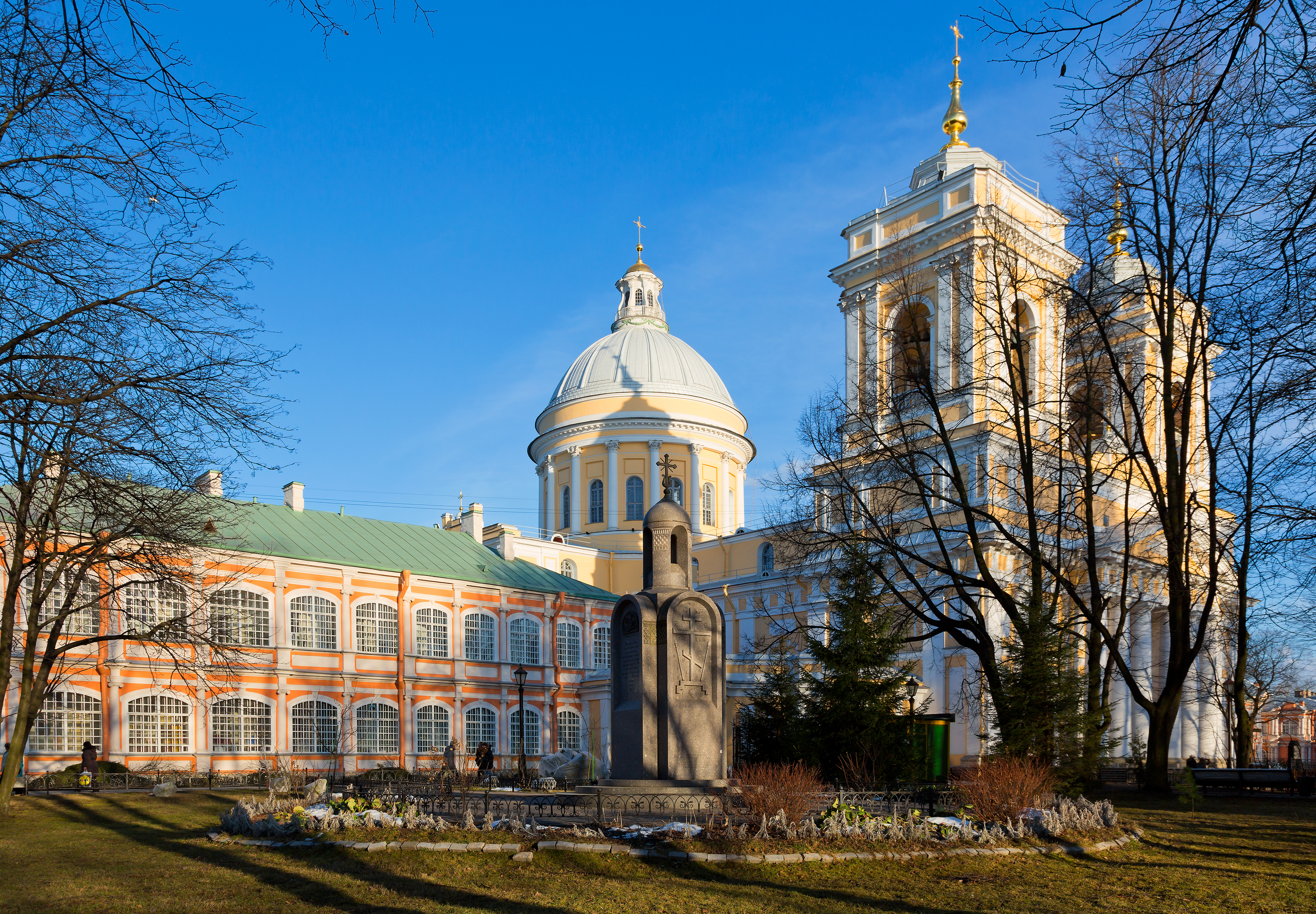
Vue actuelle du monastère. Église de la Trinité.

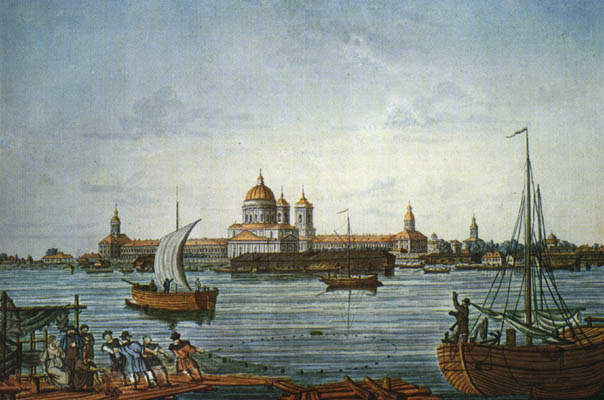
Une vue sur le monastère, peinte au début du XIXe siècle.

Le monastère de la Sainte-Trinité-Alexandre-Nevski (en russe : Свя́то-Тро́ицкая Алекса́ндро-Не́вская ла́вра) est un établissement religieux orthodoxe situé à Saint-Pétersbourg en Russie.

## Histoire
Le monastère a été fondé par Pierre le Grand en 1710, pour abriter les reliques de saint Alexandre Nevski, protecteur de la nouvelle capitale de la Russie. Ces reliques furent transférées depuis Vladimir le 30 août 1724, dans la petite châsse Alexandre Nevski .
Le monastère prend alors le titre de « laure Alexandre-Nevski » pour que St Pétersbourg n'ait rien à envier ni à Kiev, ni à Moscou. Il manifeste la volonté d'enraciner la nouvelle capitale dans le prestigieux passé de la « sainte Russie ».
C'est l'architecte Domenico Trezzini qui réalisa les projets mais d'autres architectes ont  contribué à la réalisation.
La cathédrale du monastère est dédiée à la Trinité (Cathédrale de la Trinité de la laure Saint-Alexandre-Nevski).
« En cette année 1710, Sa Majesté [Pierre le Grand], étant à Saint-Pétersbourg, [...] examina les terrains à bâtir et trouva un bel emplacement au-dessus de la Neva, près de Saint-Pétersbourg, à l'estuaire de la rivière Noire, lieu qui était dénommé Victoires et où il ordonna de bâtir le monastère de la Sainte-Trinité-et-Saint-Alexandre-Nevski. »

## Cimetières
La cathédrale de la Trinité de la laure Saint-Alexandre-Nevski se situe au centre à l'est des autres bâtiments du monastère. 
La perspective Nevski est construite pour relier le monastère à l'Amirauté.
Trois cimetières dépendent de la laure : 
- le cimetière Saint-Lazare, qui abrite les sépultures de personnages célèbres,
- le cimetière Saint-Nicolas, qui abrite les sépultures de personnages de l'aristocratie de l'Ancien Régime impérial et celle (2000) du maire Anatoly Sobtchak,
- le cimetière Tikhvine, qui abrite celles de personnalités des arts et des lettres, comme Tchaïkovski, Borodine, Glinka, ou Marius Petipa.

### Cimetière Saint-Lazare
Le cimetière Saint-Lazare (Lazarevskoïe) attenant à la laure abrite les tombeaux de personnages célèbres, dont le tombeau du mathématicien suisse Leonhard Euler, qui passa une grande partie de sa vie en Russie, à la cour de l'impératrice Catherine II, et celui de Jean-François Thomas de Thomon, architecte français de l'Empire russe, celui de l'industriel Paul Oboukhov ou encore celui du comte Serge Witte, premier ministre de Russie.

## Galerie

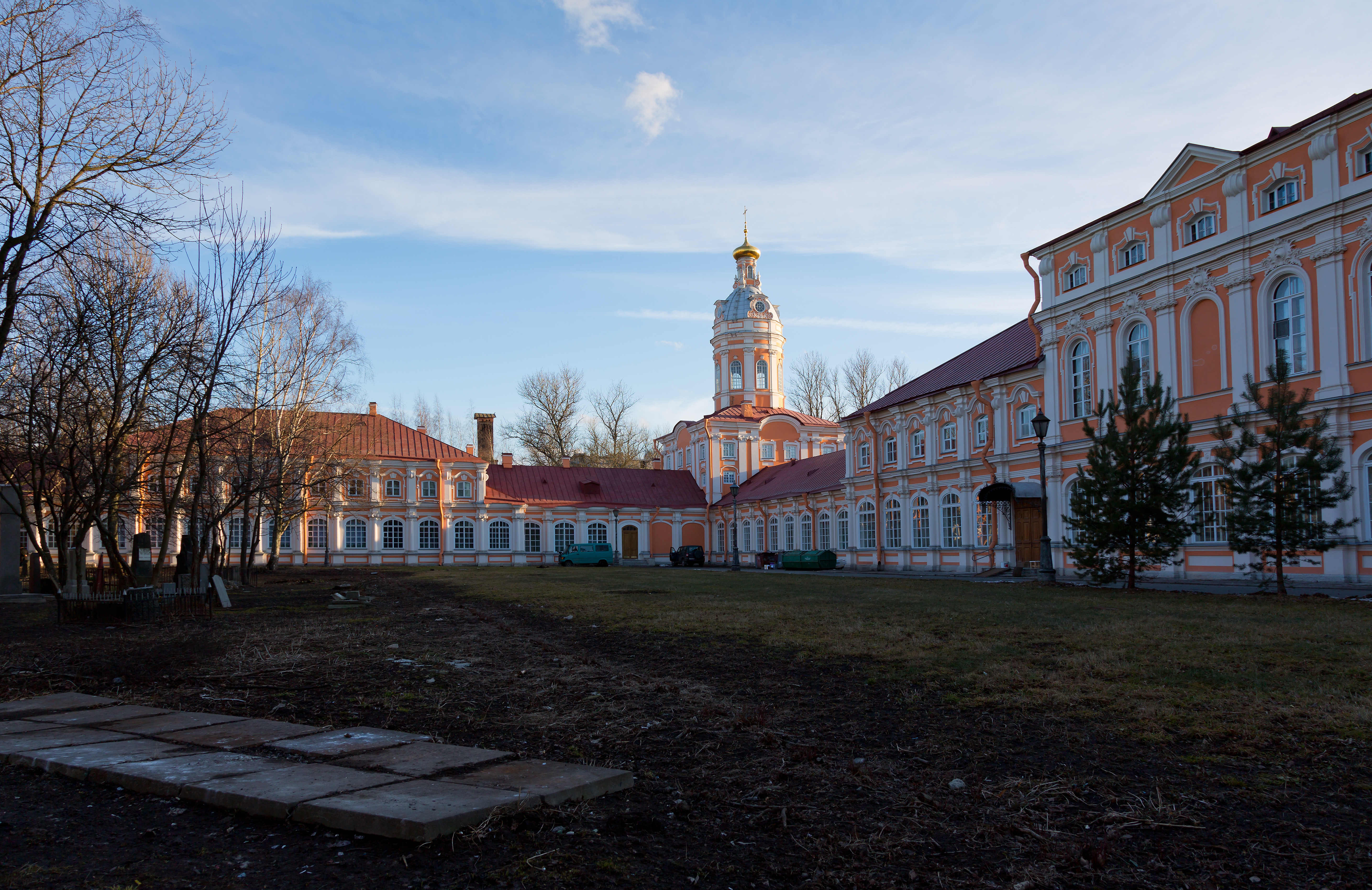
Vue de la Laure Saint-Alexandre-Nevski de Saint-Pétersbourg.
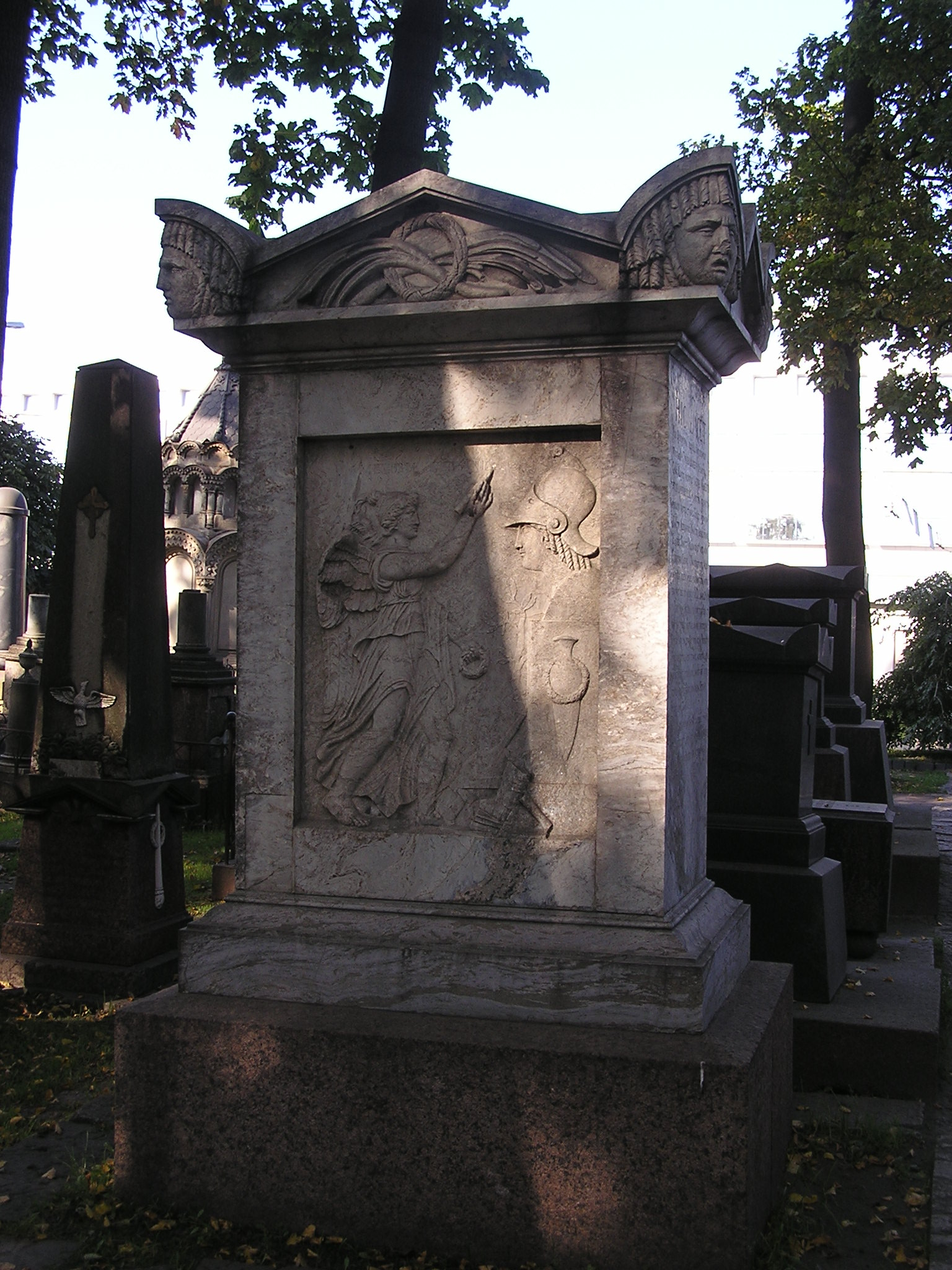
Tombe néoclassique
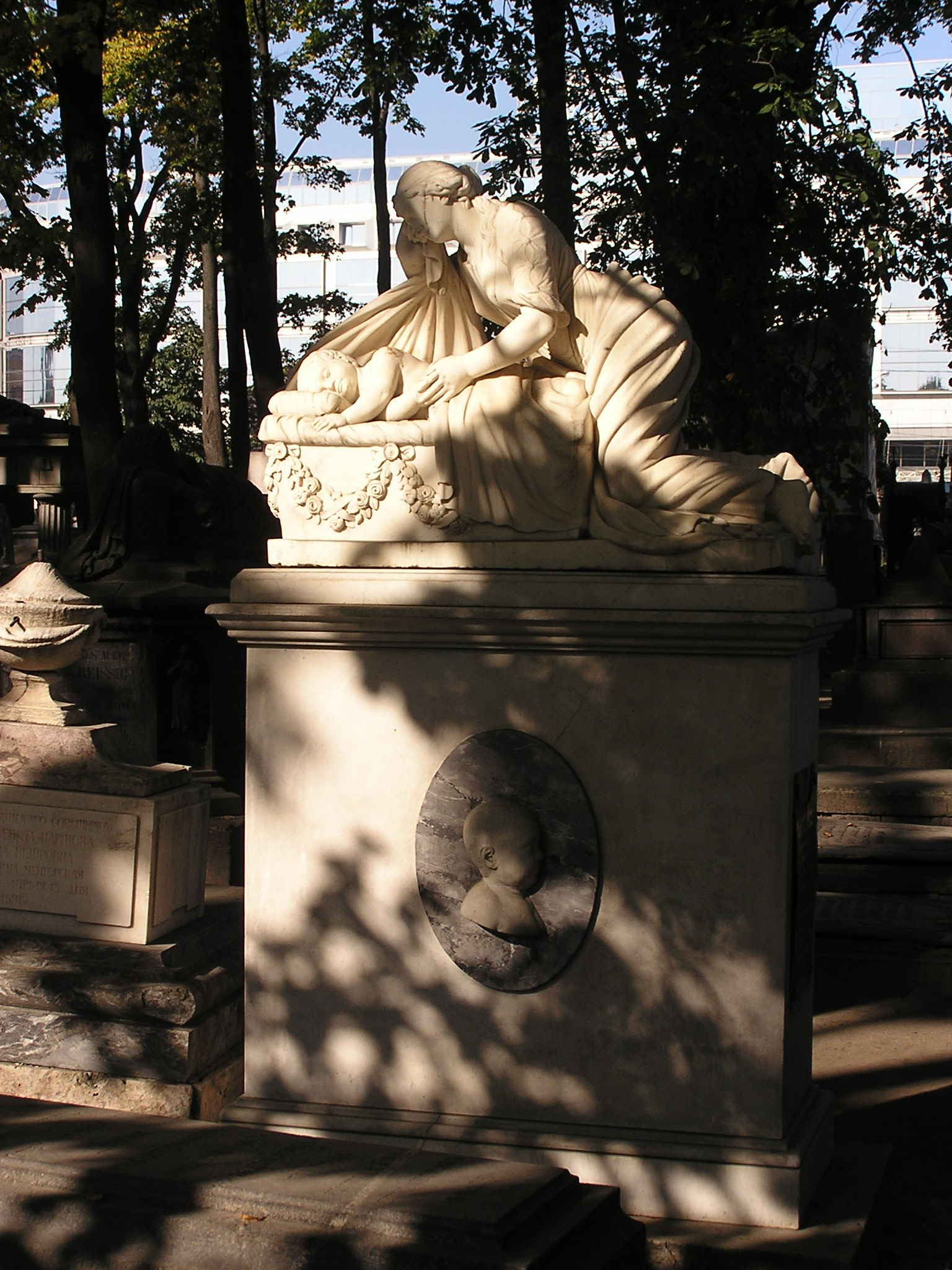
Tombe romantique
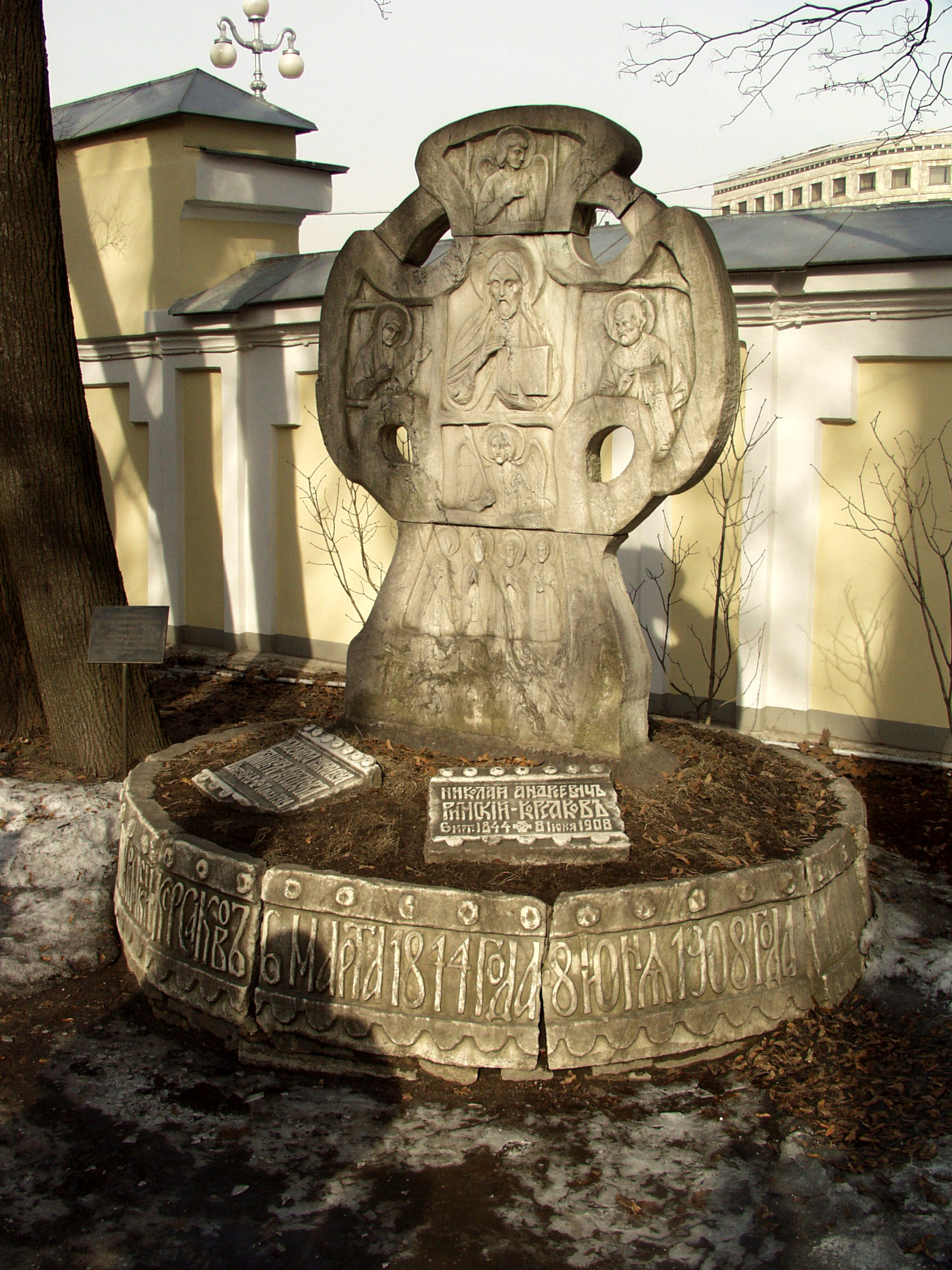
Tombeau de Nikolaï Rimski-Korsakov dans la Nécropole des artistes
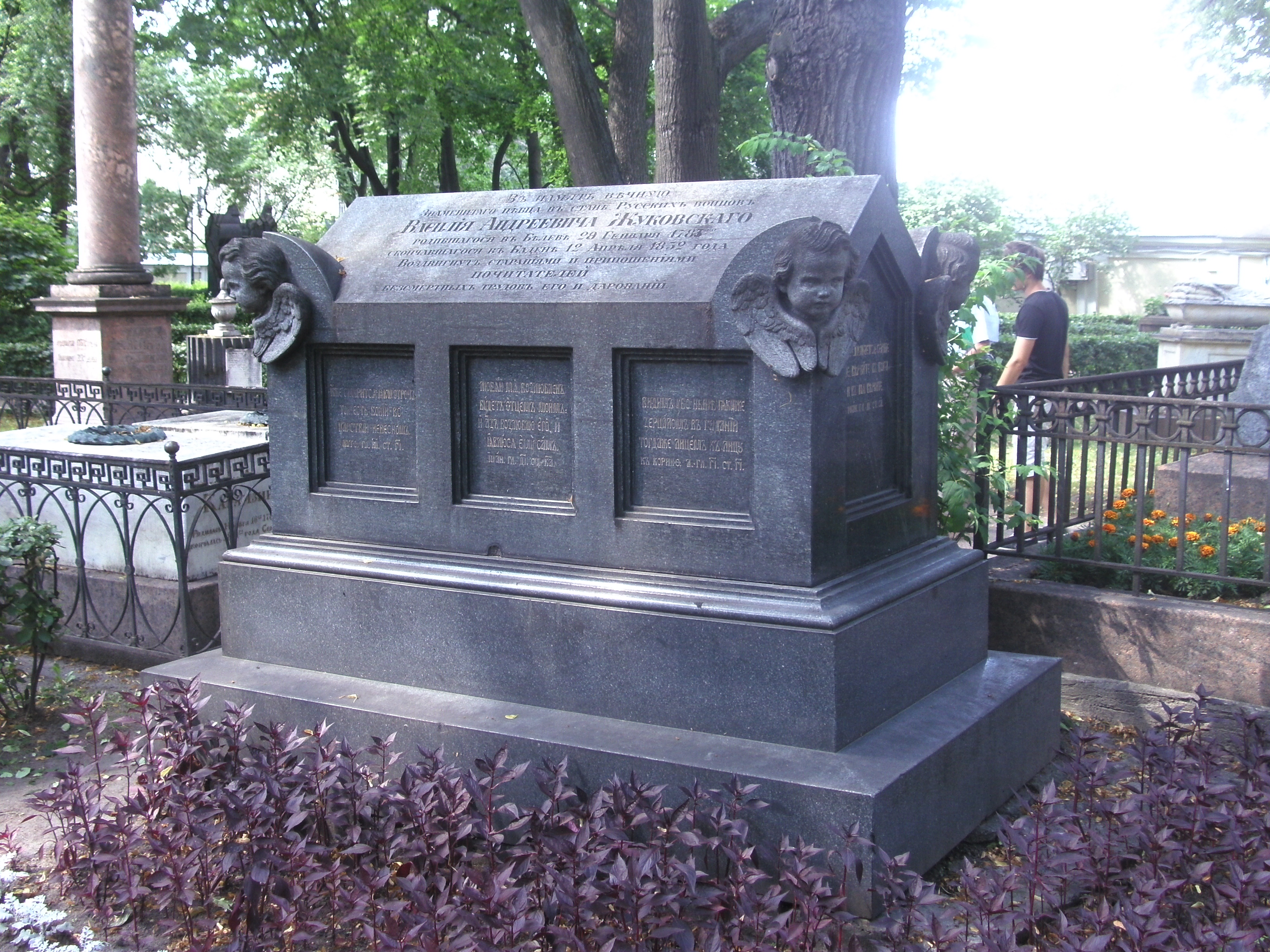
Tombeau de Vassili Joukovski dans la Nécropole des artistes
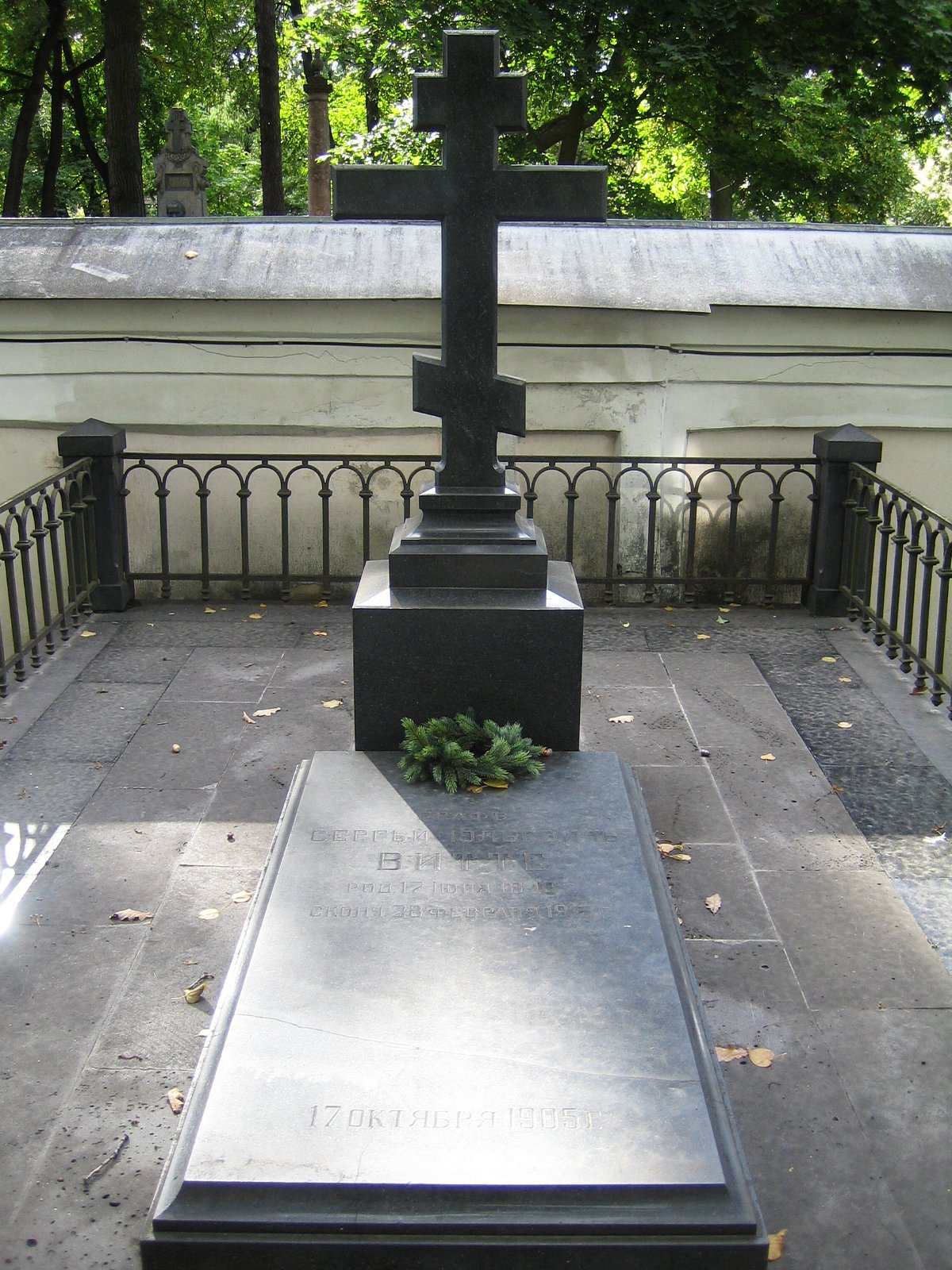
Tombe du premier ministre comte Serge Witte